# Pneuma
«Pneuma» (с греч. — «Пневма») — песня американской метал-группы Tool, выпущенная в апреле 2020 года в качестве второго сингла к их пятому студийному альбому Fear Inoculum.

## Предыстория
Песня была впервые выпущена на пятом студийном альбоме группы Fear Inoculum 30 августа 2019 года, песню не выпускали и не играли вживую до выхода альбома. Впервые она была исполнена вживую в середине октября того же года на фестивале Aftershock. Песня была выпущена как второй сингл с альбома в начале 2020 года и провела двадцать недель в чарте Billboard Mainstream Rock Songs, добравшись в нём до 15-го места.
Участники группы уделили песне особое внимание: было выпущено специальное «drum cam» видео, на котором барабанщик Дэнни Кэри исполняет свои партии песни, а гитарист Адам Джонс выпустил руководство о том, как сыграть гитарный рифф последнего куплета. Это считается редкостью, поскольку группа обычно предпочитает строить вокруг себя ореол загадочности и скрывает множество информации от публики.

## Содержание
«Pneuma» была описана как имеющая мягкое начало, которое нарастает в течение следующих одиннадцати минут. В треке есть несколько длинных инструментальных интерлюдий, некоторые части фокусируются на игре ударных, другие — на гитарных партиях. Песня описывалась как «атмосферная» и «триповая», но при этом содержащую игру на барабанах в «ближневосточном» стиле. Джонс описывает гитарную партию в песне как «несложную в исполнении, но доставляющую большое удовольствие». Он также отметил, что басовый рифф Джастина Ченселлора «основан на оригинальном [гитарном] риффе, поэтому между двумя частями есть несколько приятных немного противоречивых моментов».
Песня названа в честь греческого термина, обозначающего дух или душу — пневмы, и содержит много намеков на «дыхание».

## Восприятие
Песня была отмечена как выдающийся трек с альбома Fear Inoculum. Revolver охарактеризовали игру Дэнни Кэри на треке как «потрясающую» и «почти сверхъестественную». Metal Injection оценили выступление Кэри как «абсолютно убийственное». Loudwire отметили, что песня также стала фаворитом среди фанатов группы.

## Участники записи
- Мэйнард Джеймс Кинан — вокал
- Адам Джонс — гитара
- Джастин Чанселлор — бас-гитара
- Дэнни Кэри — ударные

## Чарты
| Чарт (2020)                                 | Высшая позиция |
| ------------------------------------------- | -------------- |
| Ireland (IRMA)                              | 84             |
| UK Rock & Metal (OCC)                       | 8              |
| US Mainstream Rock (Billboard)              | 15             |
| US Rock Airplay (Billboard)                 | 31             |
| US Hot Rock & Alternative Songs (Billboard) | 4              |